# Municipio de White Store
El municipio de White Store (en inglés: White Store Township) es un municipio ubicado en el  condado de Anson en el estado estadounidense de Carolina del Norte.En el año 2010 tenía una población de 506 habitantes.

## Geografía
El municipio de White Store se encuentra ubicado en las coordenadas 34°51′54.56″N 80°14′39.23″O / 34.8651556, -80.2442306.